# Ислайя
Ислайя (фин. Islaja), настоящее имя Мерья Кокконен (фин. Merja Kokkonen), род. 19 мая 1979, Хельсинки) — финская композитор и музыкант. Помимо сольной карьеры, Мерья Кокконен является участницей коллективов Avarus, Kemialliset Ystävät и Hertta Lussu Ässä.
Мерью Кокконен называют «эйсид-фолк версией Бьорк», сравнивают с Сидом Барретом и Нико.
Ислайя пишет крайне психоделическую музыку, самостоятельно исполняя партии всех инструментов. По состоянию на 2017 год она проживает в Берлине.

## Дискография
- Meritie (Fonal, 2004)
- Palaa aurinkoon (Fonal, 2005)
- Ulual Yyy (Fonal, 2007)
- Blaze Mountain Recordings (Ecstatic Peace, 2008)